# کیم یون می (بازیکن فوتبال)
کیم یون می (انگلیسی: Kim Yun-mi؛ زادهٔ ۱ ژوئیهٔ ۱۹۹۳) بازیکن فوتبال اهل کره شمالی است.
وی همچنین در تیم ملی فوتبال زنان کره شمالی بازی کرده‌است.